# Brezje (Dubrava)
Brezje je naseljeno mjesto u Republici Hrvatskoj u Zagrebačkoj županiji. 

## Zemljopis
Administrativno je u sastavu općine Dubrava. Naselje se proteže na površini od 1,74 km².

## Stanovništvo
Prema popisu stanovništva iz 2001. godine u Brezju živi 121 stanovnik i to u 42 kućanstva. Gustoća naseljenosti iznosi 69,54 st./km².
| broj stanovnika | 135   | 134   | 113   | 154   | 175   | 196   | 164   | 141   | 170   | 171   | 152   | 146   | 140   | 119   | 121   | 122   | 94    |
|                 | 1857. | 1869. | 1880. | 1890. | 1900. | 1910. | 1921. | 1931. | 1948. | 1953. | 1961. | 1971. | 1981. | 1991. | 2001. | 2011. | 2021. |